# 마포옥
마포옥은 서울특별시 마포구에 위치한 유서 깊은 한국 요리 음식점이다. 1949년에 문을 연 이 식당은 소고기 국물 요리인 설렁탕을 전문으로 한다. 2020년부터 미쉐린 가이드의 빕 구르망 레스토랑으로 등재되었다. 2022년에는 서울특별시청에 의해 서울 100대 맛집 중 하나로 선정되었다. 이 식당은 또한 대한민국의 텔레비전에도 소개되었다.

## 같이 보기
- 한국 식당 목록